# Benno Straucher

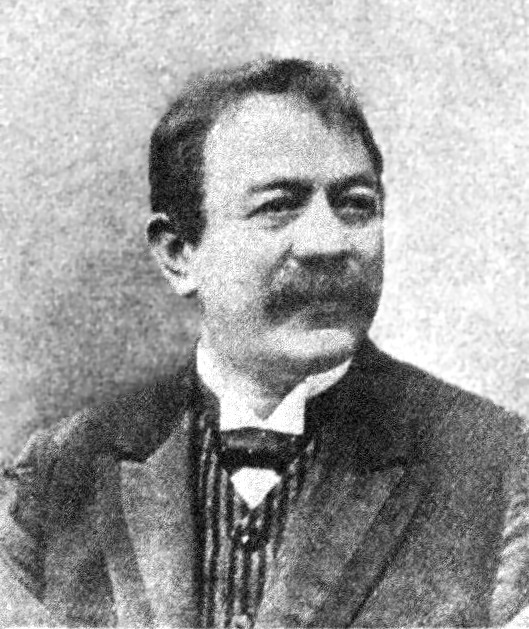
Benno Straucher

Benno Straucher (* 11. August 1854 in Rohozna, Bukowina, Kaisertum Österreich; † 5. November 1940 in Czernowitz, Rumänien) war ein österreichisch-rumänischer Jurist und Politiker. Jahrzehntelang dominierte er die politischen Vertretungen der Juden in der Bukowina.

## Leben
Als Stiefsohn eines jüdischen Kaufmanns besuchte Straucher das Gymnasium in Czernowitz. Ab 1872 studierte er Rechtswissenschaft an der Universität Wien. Die Franz-Josephs-Universität in Czernowitz promovierte ihn 1880 zum Dr. jur.
Als Rechtsanwalt in Czernowitz wurde er 1882 in den Vorstand der dortigen jüdischen Kultusgemeinde gewählt. Mit zwei kurzen Unterbrechungen war er von 1904 bis 1928 ihr Präsident. Über 46 Jahre, von 1884 bis 1930, saß er (mit Unterbrechungen) im Gemeinderat. Von 1900 bis 1918 war er Abgeordneter im Bukowiner Landtag in Österreich-Ungarn. Von 1897 bis 1914 war er Abgeordneter zum Reichsrat Cisleithaniens. Er war zunächst unabhängiger Mandatar; ab 1907 bildete er mit Adolf Stand, Heinrich Gabel und Arthur Mahler den Jüdischen Klub, dem er bis 1911 vorsaß. Weitere Funktionen hatte er als Stadtanwalt von Czernowitz, als Direktor und Anwalt der Bukowinaer Sparkasse, als Verwaltungsrat der Aktien-Bierbrauereigesellschaft, als Mitglied des Landesschulrats (ab 1905) sowie der Handels- und Gewerbekammer Czernowitz (ab 1904). Bereits 1901 hatte er mit Mayer Ebner den Jüdischen Volksverein gegründet. Ab 1906 war er Vorsitzender der Jüdischen Nationalpartei. 1909 gründete er die Zeitschrift „Die Volkswehr“. 
Straucher hatte sich 1899 für die Revision des Urteils im Ritualmordprozeß gegen Leopold Hilsner eingesetzt. Er warb für einen jüdischen Diasporanationalismus, d. h. für eine Anerkennung der Juden als Nation, grenzte sich aber vom politischen Zionismus ab. Als Gegner des Jiddisch verweigerte er 1908 den Organisatoren der jüdischen Sprachkonferenz das Jüdische Nationalhaus in Czernowitz als Tagungsort. Ab 1911 stand er in Konfrontation zu den Zionisten um Leon Kellner und Mayer Ebner. 
Im Ersten Weltkrieg floh er vor der russischen Besetzung nach Wien und lebte dort bis 1919. In das nunmehr rumänische Cernăuţi (Černivci) zurückgekehrt nahm er seine Tätigkeit bei der Kultusgemeinde wieder auf. Von 1920 bis 1932 war er Abgeordneter zum Parlament Großrumäniens.

## Schriften

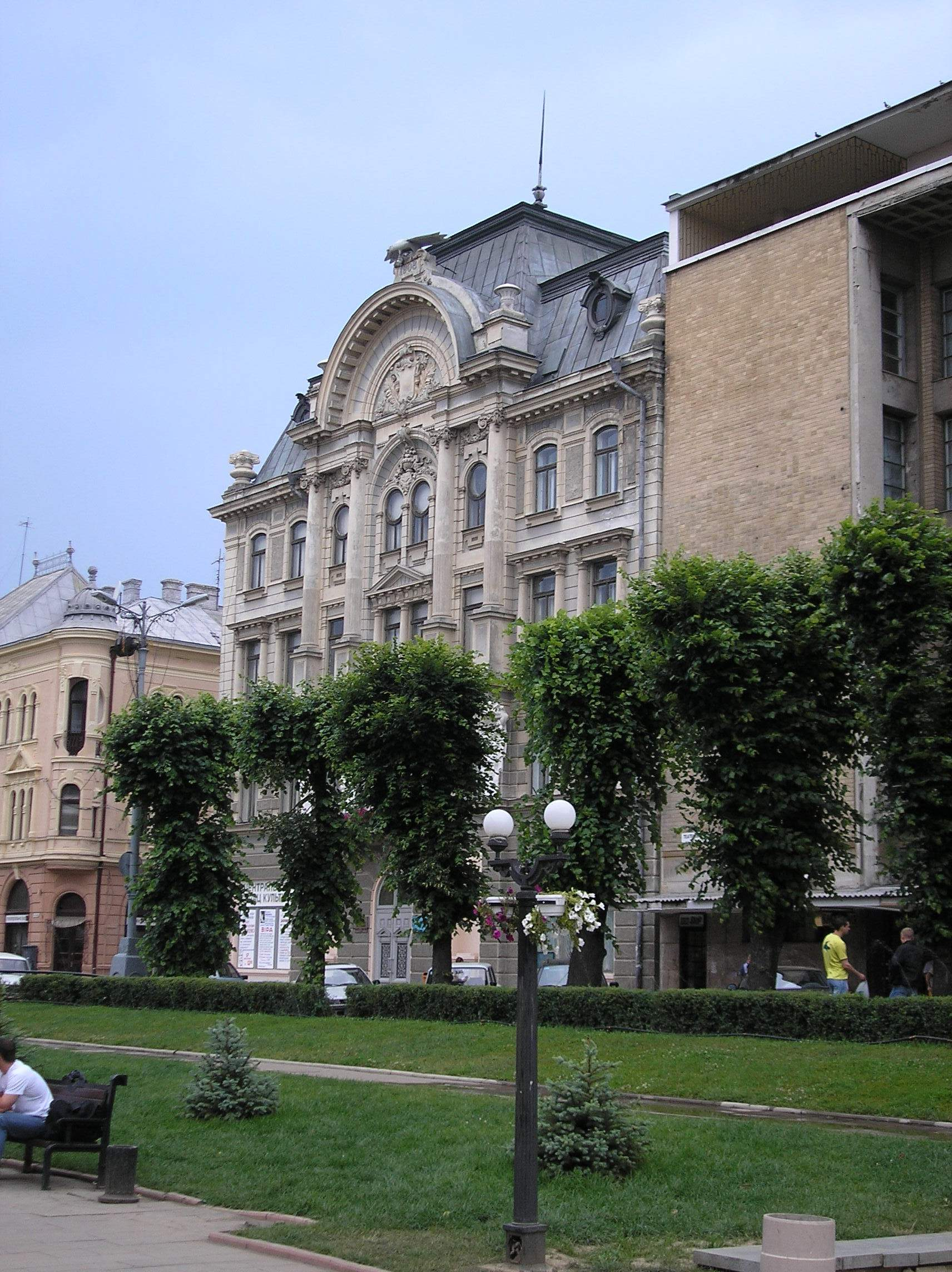
Jüdisches Nationalhaus in Czernowitz

- Die Lage der Juden. Reden des Abgeordneten Straucher in den Österreichischen Delegationen und im Österreichischen Abgeordnetenhause. Jüdischer National-Verein, Czernowitz 1907.
- Landtagsrede des Abgeordneten Dr. Straucher in der Wahlreformdebatte. Wien 1915.
- Memorandum betreffend die staatsfeindlichen Umtriebe, die Gebrechen der Landesautonomie, die Notwendigkeit innerpolitischer Reformen, den drohenden finanziellen Zusammenbruch in Landeshaushalts der Bukowina, so wie die traurige Lage der Juden. Wien 1915.